# Вічуга
Вічуга (рос. Вичуга) — місто в Івановській області Росії. Є центром Вічузького району. Населення станом на 2010 рік становило 37,8 тисяч жителів. Утворене 1925 року як робітниче місто.

## Назва
Назву місто отримало від річки Вічуга правої притоки, Волги. У гідронімі виділяється давньо фіно-угорська основа «віч-» та формант від російської «-юга», «-уга» — «річка».

## Історія
Місто Вічуга було утворене відповідно до постанови Президії ВЦВК від 6 червня 1925 року шляхом об'єднання трьох великих фабричних сіл: Бонячки, Тезіного, Нової Гольчихи і 24-х прилеглих сіл і посадів. Проте населений пункт з назвою Вічуга вперше згадується в історичних документах ще в 1482 році. Також Вічуга згадується у заповіті Великого царя Івана Васильовача Грозного у 1504 році як волость.
У 1932 році в місті відбувся «хлібний бунт», внаслідок якого було вбито декілька сотень робітників.

## Економіка
За роки радянської влади Вічуга перетворилась на сучасне та індустріальне місто.
Економіка міста представлена текстильною, машинобудівною промисловостями.

## Люди, пов'язані з містом
- Зав'ялов Василь Петрович (1900 — 1939) — український комсомольський діяч, 2-й секретар ЦК ЛКСМУ;
- Пастухов Геннадій Федорович (1921—2004) — радянський військовий льотчик, Герой Радянського Союзу (1946);
- Плаксин Сергій Іванович (1854 — ?) — історик-аматор, автор краєзнавчих нарисів з історії Одеси;
- Ступін Олександр Борисович (1942—2013) — радянський і український вчений в галузі гідродинаміки та екології.